# Waterloo (Album)
Waterloo ist das zweite Album der schwedischen Popgruppe ABBA. Der ursprüngliche Bandname „Björn, Benny, Agnetha & Frida“ wurde auf Cover und Label in Klammern gesetzt. Das Album wurde am 4. März 1974 in Schweden erstmals veröffentlicht und stand dort zwölf Wochen an der Spitze der Verkaufscharts. Bis Ende 1974 verkaufte es sich dort 250.000 Mal, womit es zu diesem Zeitpunkt das meistverkaufte Album Schwedens war. Mit dem namensgebenden Titellied Waterloo gewann die Gruppe am 6. April 1974 in Brighton den Eurovision Song Contest.

## Aufnahmen
Nachdem die Gruppe im September 1973 eine Konzert-Tournee beendet hatte, widmeten sich Benny Andersson und Björn Ulvaeus der Komposition neuer Lieder. Erste musikalische Experimente fanden bereits Anfang des Monats statt, der offizielle Aufnahmebeginn für das neue Album war am 24. September 1973 mit dem Titel Dance (While the Music Still Goes On), welcher sehr von den Aufnahmen von Phil Spector inspiriert war und bei dem Agnetha Fältskog das Solo übernahm. Es folgten im Oktober die Aufnahmen für My Mama Said, Suzy-Hang-Around, Honey, Honey und What About Livingstone. Suzy-Hang-Around ist eines der wenigen Lieder in der Karriere von ABBA, dessen Text von Andersson geschrieben wurde. Mitte November 1973 wurde lediglich der King Kong Song aufgenommen, der später von vielen Fans als „der albernste Song, den die Band jemals produziert hat“ bezeichnet wurde.
Am 14. November 1973 waren in den schwedischen Zeitungen erstmals jene Musiker aufgelistet, von denen ein Beitrag für die „Melodifestivalen 1974“ erwünscht war, die über die Teilnahme Schwedens am Eurovision Song Contest 1974 entscheiden sollten. Diese Einladung war sowohl für Andersson und Ulvaeus, als auch für Stig Anderson ein großer Ansporn. Sie machten sich einige Gedanken darüber, welche Art von Lied wohl am passendsten für sie war und entschieden sich schließlich für einen fröhlichen und schnelleren Song. Kurz darauf begaben sie sich für die Arbeit am gesuchten Stück in Ulvaeus’ Ferienhaus auf der Insel Viggsö. Nachdem sie gegen Anfang Dezember 1973 fertig waren, übergaben sie ein Demoband an Anderson, dessen Aufgabe es nun war, einen passenden Text und Titel zu finden. Nachdem er sich einige Tage intensiv darauf konzentriert hatte, wartete er Mitte Dezember mit dem dreisilbigen Wort „Waterloo“ auf, das er einem Buch mit bekannten Zitaten entnommen hatte.
Benny Andersson hatte als zweiten Beitrag ebenfalls den Text für Gonna Sing You My Lovesong geschrieben, dessen Solo von Anni-Frid Lyngstad gesungen wurde. Das Stück wurde einige Tage aufgenommen, bevor die ersten Backing Tracks für Waterloo eingespielt wurden, bei dem Fältskog und Lyngstad gemeinsam die Hauptstimmen sangen. Auch die Songs Sitting in the Palmtree, Hasta Mañana, Watch Out wurden im selben Monat aufgenommen, von denen einige noch einer Überarbeitung bedurften. So wurde im Januar 1974 mit den Arbeiten fortgefahren, unter anderem wurde noch eine schwedischsprachige Version von Honey, Honey produziert.
Am 7. Januar 1974 reichten die Komponisten und Stig Anderson die Teilnahme der Gruppe an der schwedischen Vorentscheidung für den kommenden Song Contest ein, obgleich sie sich noch nicht einmal einig darüber waren, welchen Song sie nun endgültig präsentieren wollten. Zwar hatten Andersson und Ulvaeus den Song Waterloo speziell für diesen Anlass komponiert, doch räumten sie auch der Ballade Hasta Mañana größeres Potenzial ein, da dieses Lied den Siegertiteln der vergangenen Jahre ähnelte. Stig Anderson wählte schließlich Waterloo aus, da er der Ansicht war, dass gerade dieser Titel aufgrund seiner Außergewöhnlichkeit im Gegensatz zu bisherigen Beiträgen sowie seiner traditionsbrechenden Aufmachung größere Chancen auf den Sieg haben könnte.

## Eurovision Song Contest und internationaler Durchbruch
Am 9. Februar 1974 fanden die „Melodifestivalen 1974“ statt, bei denen ABBA mit der schwedischen Version von Waterloo antrat und mit 302 Punkten einen haushohen Sieg verbuchen konnte. Zu diesem Zeitpunkt existierte das Lied jedoch noch nicht in seiner endgültigen Abmischung; diese wurde im Laufe des Monats vorgenommen, ehe das Album am 4. März 1974 zunächst in Schweden veröffentlicht wurde. Diese Version der Schallplatte enthielt zusätzlich die schwedische Version von Waterloo, die neben der englischen am selben Tag auch als Single erschien. Sicherheitshalber wurde neben dem neuen Bandnamen ABBA auf dem Cover der vorige Name Benny, Björn, Agnetha und Frida in Klammer angegeben. In Schweden stieg das Album schnell auf Platz 1 der Verkaufscharts an; die beiden Singles belegten Platz 2 und 3. Nur vier Wochen nach dem Charteinstieg waren 125.000 Einheiten verkauft worden, was bis dahin keinem Album in Schweden gelungen war.
Der Eurovision Song Contest 1974 fand am 6. April 1974 in Brighton, England statt, wobei ABBA als achter von insgesamt 17 Teilnehmern ihren Beitrag präsentierte. Der Wettbewerb wurde in über 30 Länder übertragen und von 500 Millionen Fernsehzuschauern gesehen. Am Ende dominierte die Gruppe die Punkteliste mit einem Vorsprung von sechs Punkten. Durch diesen Auftritt wurde ABBA nun weltweit bekannt und die englische Waterloo-Single wurde in insgesamt 54 Ländern veröffentlicht, wobei sie in vielen europäischen Ländern die Spitzenposition belegen und sich in anderen, darunter auch in den USA, in den Top Ten der Charts platzieren konnte.
Auch das Album wurde als erstes in der Diskografie von ABBA in einer Vielzahl von Ländern veröffentlicht, so beispielsweise in der DDR und der Türkei, in Polen, Italien, Spanien, Japan, Mexiko und in Jugoslawien. Im Gegensatz zur Single hatte es allerdings nur sehr mäßigen Erfolg in den Charts. Abgesehen von Schweden erreichte es nur Platz 1 in Norwegen, sowie die Top Ten in Deutschland, Finnland und Simbabwe. Am 17. Mai 1974 wurde es auch in Großbritannien veröffentlicht, wo es lediglich Platz 28 erreichte und auch in Australien (# 18) und Neuseeland (# 38) stieß es noch nicht auf besonders viel Resonanz, ebenso wenig wie die nachfolgende Single Honey, Honey die in Großbritannien überhaupt nicht veröffentlicht wurde. Für die Veröffentlichung des Albums in anderen Ländern wurde ein Remix von Ring Ring aufgenommen, das beispielsweise in den Vereinigten Staaten und Großbritannien die schwedische Version von Waterloo ersetzte.

## Rezeption
„Mit ihren prägnanten und temporeichen Pop-Nummern liegen ABBA viel näher beim eigentlichen Rock’n’Roll als viele dieser übersteigerten Gitarrenkanonen oder diese seelenguten Gruppierungen, die den verwirrten Massen kosmo-dynamische Erleuchtung bringen wollen.“

## Charts und Chartplatzierungen

### Album
| Jahr | Titel    | Höchstplatzierung, Gesamtwochen, AuszeichnungChartplatzierungen (Jahr, Titel, Platzierungen, Wochen, Auszeichnungen, Anmerkungen) | Höchstplatzierung, Gesamtwochen, AuszeichnungChartplatzierungen (Jahr, Titel, Platzierungen, Wochen, Auszeichnungen, Anmerkungen) | Höchstplatzierung, Gesamtwochen, AuszeichnungChartplatzierungen (Jahr, Titel, Platzierungen, Wochen, Auszeichnungen, Anmerkungen) | Höchstplatzierung, Gesamtwochen, AuszeichnungChartplatzierungen (Jahr, Titel, Platzierungen, Wochen, Auszeichnungen, Anmerkungen) | Höchstplatzierung, Gesamtwochen, AuszeichnungChartplatzierungen (Jahr, Titel, Platzierungen, Wochen, Auszeichnungen, Anmerkungen) | Höchstplatzierung, Gesamtwochen, AuszeichnungChartplatzierungen (Jahr, Titel, Platzierungen, Wochen, Auszeichnungen, Anmerkungen) | Anmerkungen |
| Jahr | Titel    | DE | AT | CH | UK | US | SE | Anmerkungen |
| ---- | -------- | --- | --- | --- | --- | --- | --- | ----------- |
| 1974 | Waterloo | DE6 (10 Wo.)DE | — | — | UK28 (3 Wo.)UK | US145 (8 Wo.)US | SE1 (29 Wo.)SE |             |

grau schraffiert: keine Chartdaten aus diesem Jahr verfügbar

### Singles
| Jahr | Titel B-Seite               | Höchstplatzierung, Gesamtwochen, AuszeichnungChartplatzierungen (Jahr, Titel, B-Seite, Platzierungen, Wochen, Auszeichnungen, Anmerkungen) | Höchstplatzierung, Gesamtwochen, AuszeichnungChartplatzierungen (Jahr, Titel, B-Seite, Platzierungen, Wochen, Auszeichnungen, Anmerkungen) | Höchstplatzierung, Gesamtwochen, AuszeichnungChartplatzierungen (Jahr, Titel, B-Seite, Platzierungen, Wochen, Auszeichnungen, Anmerkungen) | Höchstplatzierung, Gesamtwochen, AuszeichnungChartplatzierungen (Jahr, Titel, B-Seite, Platzierungen, Wochen, Auszeichnungen, Anmerkungen) | Höchstplatzierung, Gesamtwochen, AuszeichnungChartplatzierungen (Jahr, Titel, B-Seite, Platzierungen, Wochen, Auszeichnungen, Anmerkungen) | Höchstplatzierung, Gesamtwochen, AuszeichnungChartplatzierungen (Jahr, Titel, B-Seite, Platzierungen, Wochen, Auszeichnungen, Anmerkungen) | Anmerkungen |
| Jahr | Titel B-Seite               | DE | AT | CH | UK | US | SE | Anmerkungen |
| ---- | --------------------------- | --- | --- | --- | --- | --- | --- | ----------- |
| 1974 | Waterloo Watch Out          | DE1 (25 Wo.)DE | AT2 (20 Wo.)AT | CH1 (19 Wo.)CH | UK1 (12 Wo.)UK | US6 (17 Wo.)US | SE3 (10 Wo.)SE |             |
| 1974 | Honey, Honey King Kong Song | DE2 (22 Wo.)DE | AT4 (8 Wo.)AT | CH4 (12 Wo.)CH | — | US27 (10 Wo.)US | — |             |

## Single-Auskopplungen
- Waterloo (Französisch) / Gonna Sing You My Lovesong – Frankreich (Mai 1974 – nicht platziert)
- Hasta Mañana / Watch Out – Portugal, Südafrika (#2 – 8. Nov. 1974: 15 Wo.)
- Honey Honey / Hasta Mañana – Spanien (September 1974 – nicht platziert)

## Titelliste
- Seite 1

1. Waterloo (schwedischsprachige Version) – 2:48
2. Sitting in the Palmtree – 3:35
3. King Kong Song – 3:09
4. Hasta Mañana – 3:07
5. My Mama Said – 3:12
6. Dance (While the Music Still Goes On) – 3:11

- Seite 2

1. Honey, Honey – 2:54
2. Watch Out – 3:46
3. What About Livingstone – 2:54
4. Gonna Sing You My Lovesong – 3:39
5. Suzy-Hang-Around – 3:10
6. Waterloo (englischsprachige Version) – 2:47

Das Album wurde 1988 in Schweden und in den darauf folgenden Jahren auch in anderen Ländern als CD veröffentlicht. Bei internationalen Versionen dieses Albums wurde die schwedische Version von Waterloo weggelassen und die englische Version als erster Titel des Albums aufgeführt.
- Remaster Version
 Die Remaster Version des Albums von 2001 wurde mit den folgenden Bonustracks veröffentlicht:
  1. Ring Ring (US-Remix 1974) – 3:05
  2. Waterloo (schwedischsprachige Version) – 2:44
  3. Honey, Honey (schwedischsprachige Version) – 2:57
- 30th Anniversary Edition
 2004 wurde das Album als 30th Anniversary Edition veröffentlicht und erneut um zwei weitere Bonustracks und eine DVD ergänzt:
  1. Waterloo (deutschsprachige Version) – 2:42
  2. Waterloo (französischsprachige Version) – 2:42

Die Musikvideos der DVD der 30th Anniversary edition:
1. Waterloo (Eurovision Song Contest, BBC) – 3:56
2. Waterloo (Melodifestivalen, SVT) – 2:56
3. Honey, Honey (Star Parade, ZDF) – 3:19
4. Hasta Mañana (Señoras y Señores, RTVE) – 3:05

- Complete Studio Recordings
 2005 erschien das Complete Studio Recordings mit allen acht Studio-Alben, einer Raritäten-CD (B-Seiten, Outtakes, Remixe) und zwei DVDs. Das Waterloo-Album der Remaster Version von 2001 wurde um die folgenden Tracks erweitert:
  1. Waterloo (deutschsprachige Version)
  2. Hasta Mañana (spanischsprachige Version)
  3. Ring Ring (1974 Remix, single Version)
  4. Waterloo (französischsprachige Version)
- Deluxe Edition
 Zum 40. Jubiläum des Albums und des ESC-Sieges erschien am 4. April 2014 eine Deluxe Edition des Albums, die wie bereits die 30th Anniversary Edition um eine DVD ergänzt wird. Zusätzlich zu den regulären Albumtracks befinden sich acht Bonustitel auf der CD.
  1. Ring Ring (US Remix 1974)
  2. Waterloo (schwedisch)
  3. Honey, Honey (schwedisch)
  4. Waterloo (deutsch)
  5. Hasta Mañana (spanisch)
  6. Waterloo (französisch)
  7. Ring Ring (1974 Remix, Single-Version)
  8. Waterloo (Alternate mix)

DVD-Inhalt:
1. Waterloo (Eurovision Song Contest Auftritt I, BBC)
2. Waterloo (Melodifestivalen Auftritt I, SVT)
3. Waterloo (Melodifestivalen Auftritt II, SVT)
4. Waterloo (Eurovision Song Contest Vorschau-Auftritt, SVT)
5. Waterloo (Eurovision Song Contest, Auftritt II, BBC)
6. Interview mit Frida und Stig nach dem Eurovision Sieg (Rapport, SVT)
7. Waterloo (Top Of The Pops Auftritt I, BBC)
8. Honey, Honey (Disco, ZDF)
9. Waterloo (Top Of The Pops Auftritt II, BBC)
10. Honey, Honey (Spotlight, ORF)
11. Waterloo (deutsch) (Musik aus Studio B, NDR)
12. Honey, Honey (Ein Kessel Buntes, Fernsehen der DDR)
13. Waterloo (Top Of The Pops Auftritt III, BBC)
14. Internationale Cover-Galerie